# 池上幸操
池上 幸操（いけがみ ゆきこと、1855年6月16日〈安政2年5月3日〉 - 1926年〈大正15年〉8月14日）は、明治・大正時代の神奈川県会議員、自由民権運動家。武蔵国橘樹郡池上新田村（現在の神奈川県川崎市川崎区池上新町）出身。池上新田を開拓した池上幸豊の子孫。

## 経歴
1855年（安政2年）、武蔵国橘樹郡池上新田村の名主・池上家に生まれる。祖先の池上幸豊は大師河原村の名主だったが、宝暦年間に池上新田を開拓すると姉の子を養子にして大師河原村の名主を継がせ、自らは池上新田村の名主となった。
15歳のときに池上新田大島村新組名主役となる。神奈川県では1872年（明治5年）に名主・年寄に代えて戸長・副戸長を置くこととなり、17歳で戸長になる。
1875年（明治8年）には稲荷新田から潮田までの10ヶ村海面汐除堤防掛となり、さらに中丸子村から大師河原村まで13ヶ村堤防掛を歴任する。
1879年（明治12年）2月、神奈川県会の初度選挙で当選し、1889年（明治22年）4月まで3期続けて県会議員を務めた。
1880年（明治13年）以降、神奈川県（当時は三多摩を含む）で自由民権運動の結社が多く組織されるようになる中、12月5日、武蔵六郡（北多摩・南多摩・西多摩・橘樹・都筑・久良岐）の懇親会が北多摩郡の高安寺で開催された。その広告に、同郡の上田忠一郎、鈴木久弥、河合平蔵、鈴木直成とともに仮幹事として名を連ねた。
1883年（明治16年）7月、溝口村の上田忠一郎とともに自由党に入党する。橘樹郡における自由民権運動が自由党と立憲改進党に二分される中で、池上幸操は溝口村の上田忠一郎とともに自由党の中心として活動を展開した。
県会議員を辞任した後、神奈川県土木課員、東京府内務部土木工区主幹などの官職に就く。
1915年（大正4年）9月の神奈川県会選挙で当選し、再び県会議員となる。その後も1919年（大正8年）9月、 1924年（大正13年）6月の選挙で当選し、在任中に死去するまで県会議員を務めた。
1917年（大正6年）4月、大師河原村の村会議員になり、5月には川崎町外五ヶ村組合会議員となる。1918年（大正7年）6月、大師河原村池上新田区の区長となる。
1924年（大正13年）7月、神奈川県会の議長に就任し、死去するまで務めた。10月には関東大震災の復興事業にあたる特別都市計画委員会委員になったほか、同潤会の評議委員も務めた。
1926年（大正15年）8月14日死去。墓所は池上本門寺。